# Masahiro Yoshimura
Masahiro Yoshimura (Japón, 1936-2003) fus un nadador japonés especializado en pruebas de estilo braza, donde consiguió ser subcampeón olímpico en 1956 en los 200 metros.

## Carrera deportiva
En los Juegos Olímpicos de Melbourne 1956 ganó la medalla de plata en los 200 metros estilo braza, con un tiempo de 2:36.7 segundos, tras su compatriota Masaru Furukawa y por delante del soviético Kharis Yunichev (bronce con 2:36.8 segundos).